# Microstrobos niphophilus
Microstrobos niphophilus là một loài thực vật hạt trần trong họ Thông tre. Loài này được J.Garden & L.A.S.Johnson miêu tả khoa học đầu tiên năm 1951.